# Talar medalowy Zygmunta I Starego

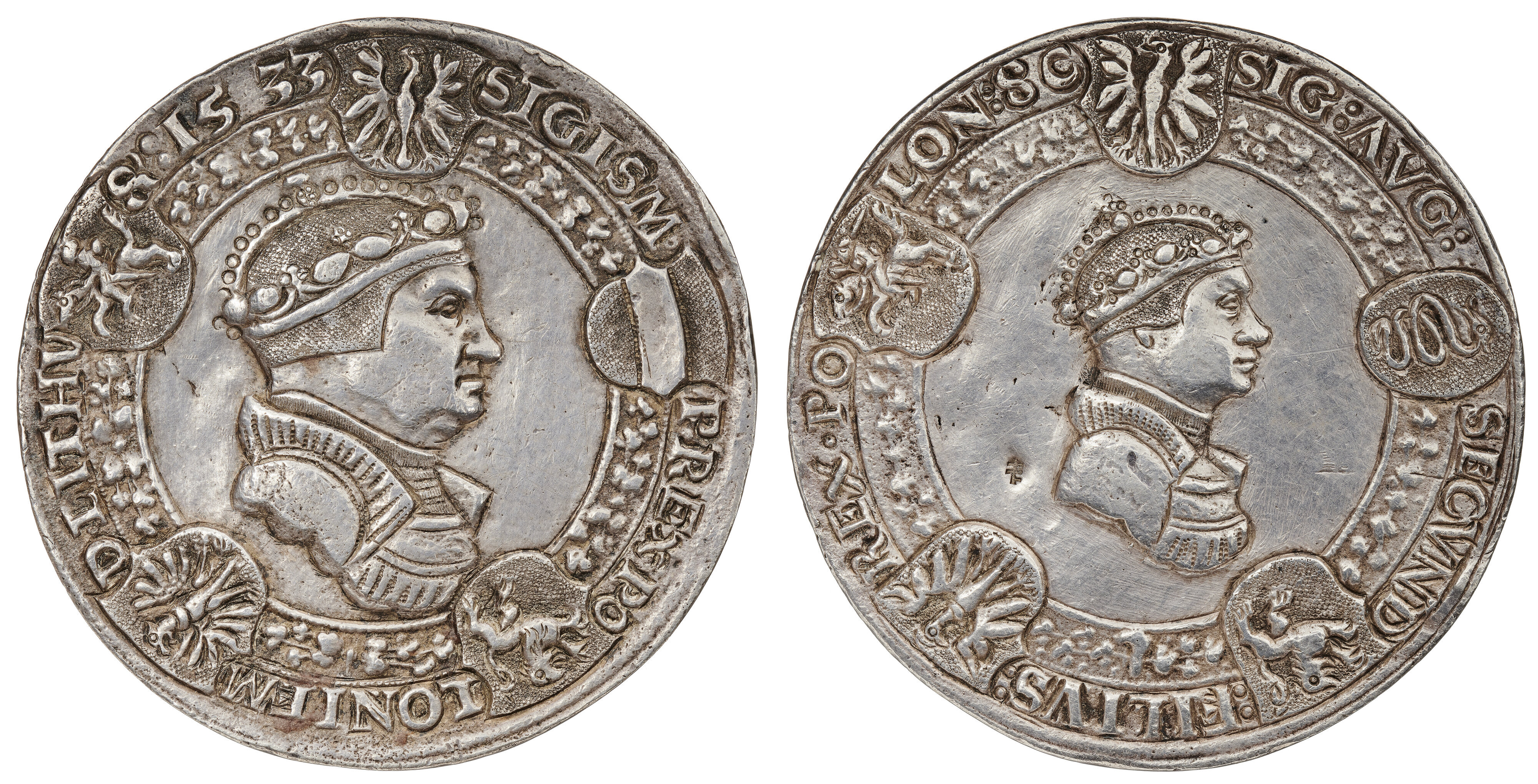
Rocznik 1533 – egzemplarz z Muzeum Narodowego w Warszawie

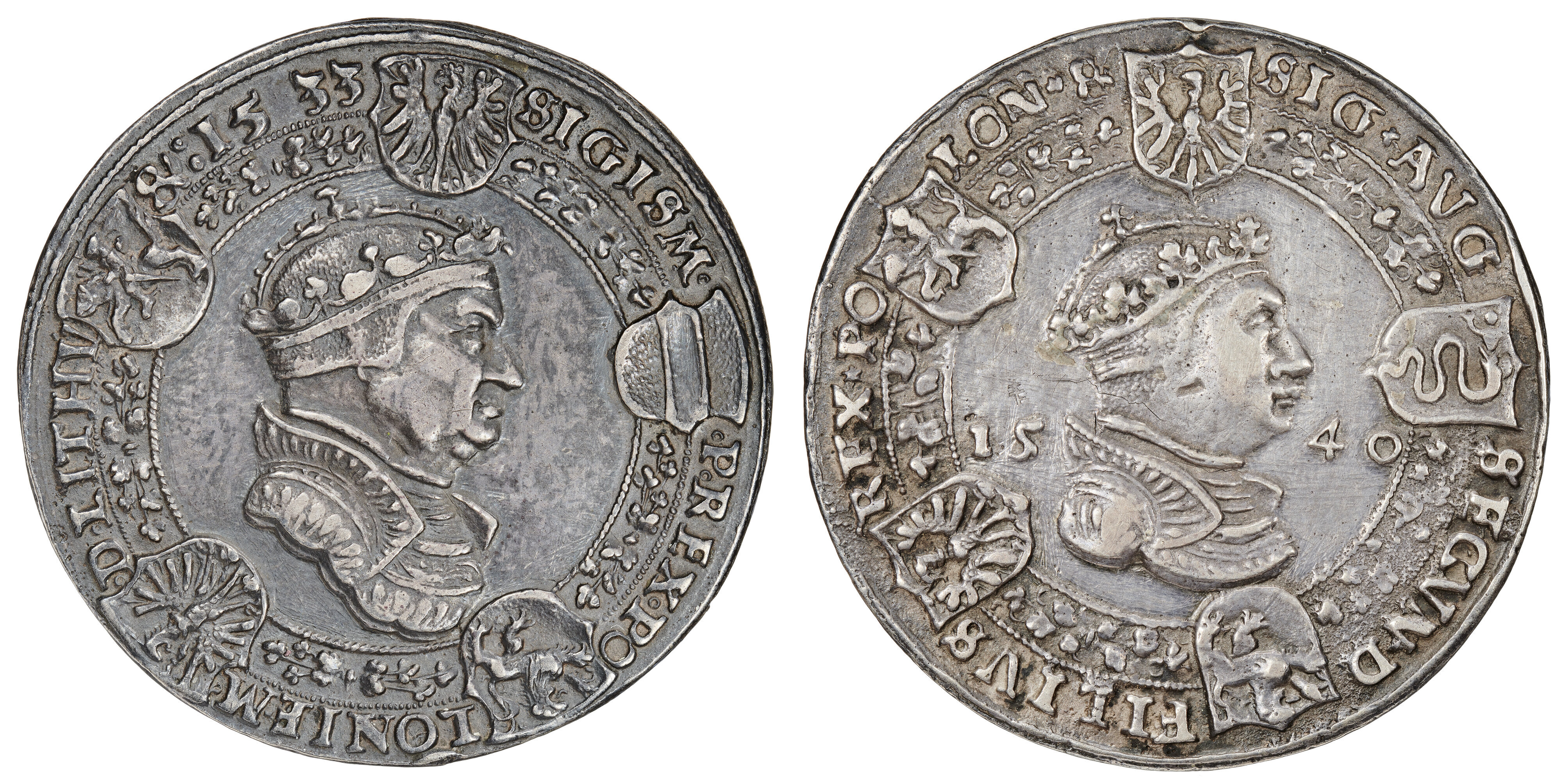
Rocznik 1540 – egzemplarz z Muzeum Narodowego w Warszawie

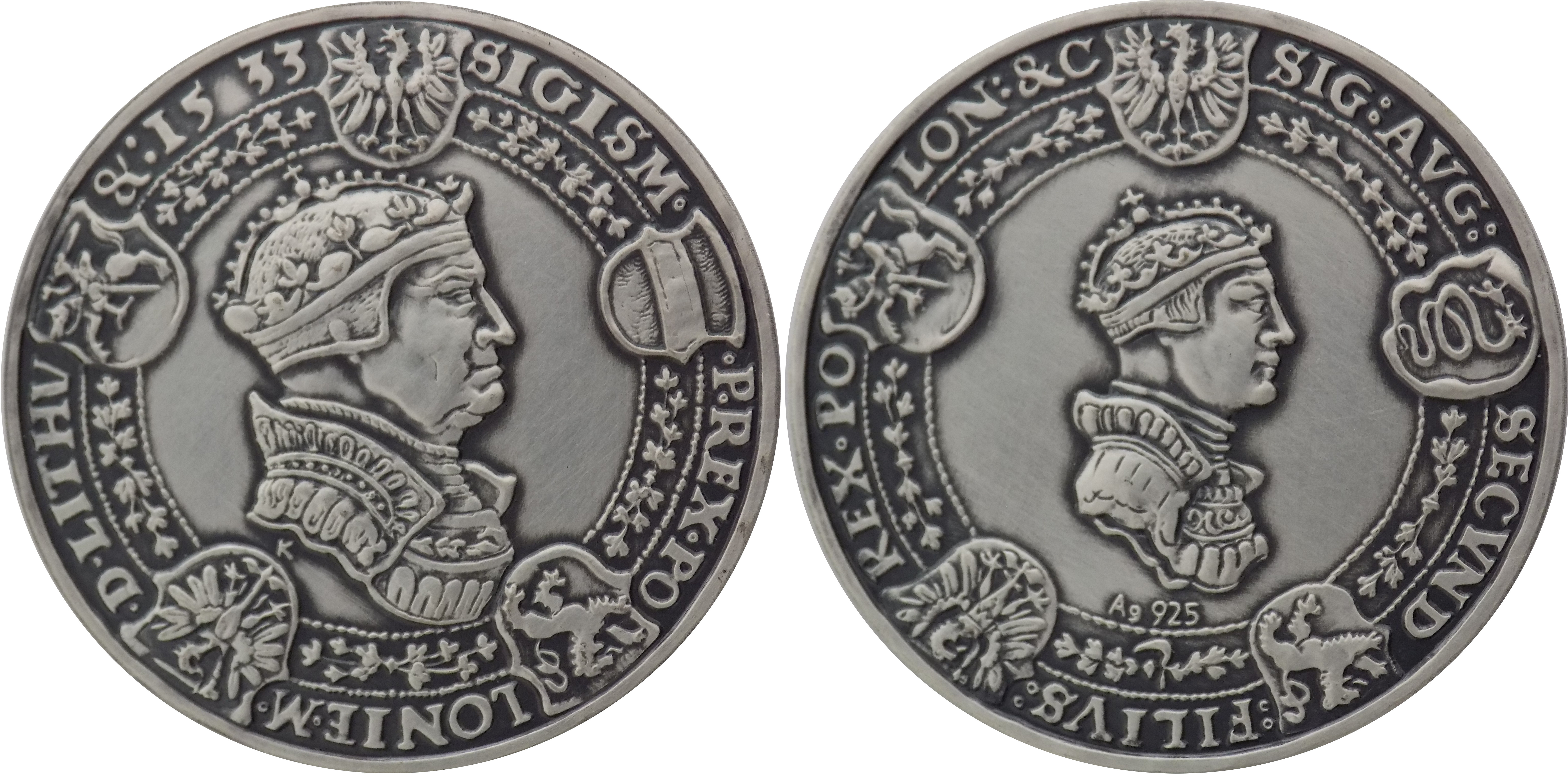
XXI w. replika zygmuntowskiego talara medalowego z 1533 r.

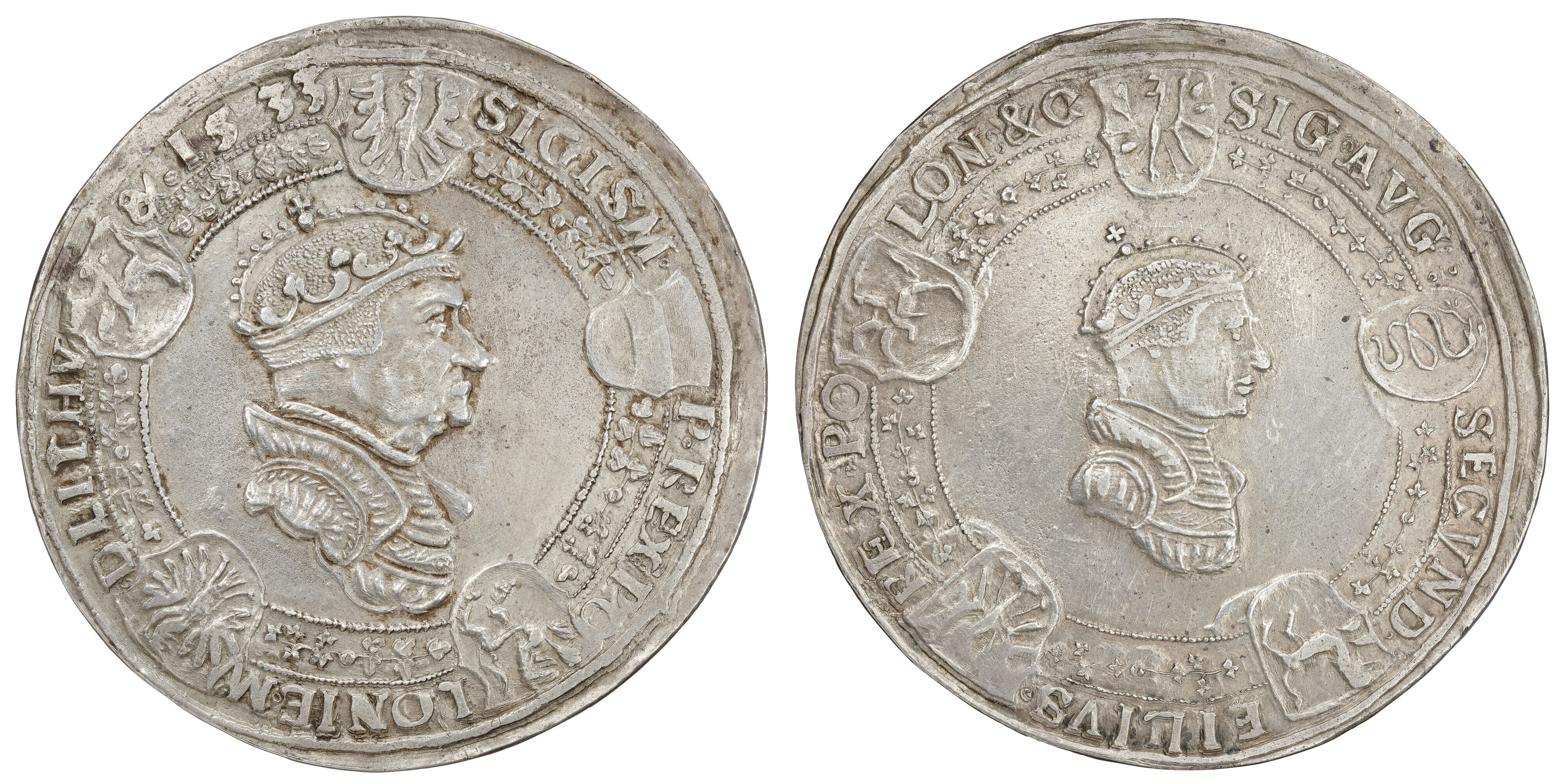
Falsyfikat Majnerta rocznika 1533 – egzemplarz z Muzeum Narodowego w Warszawie

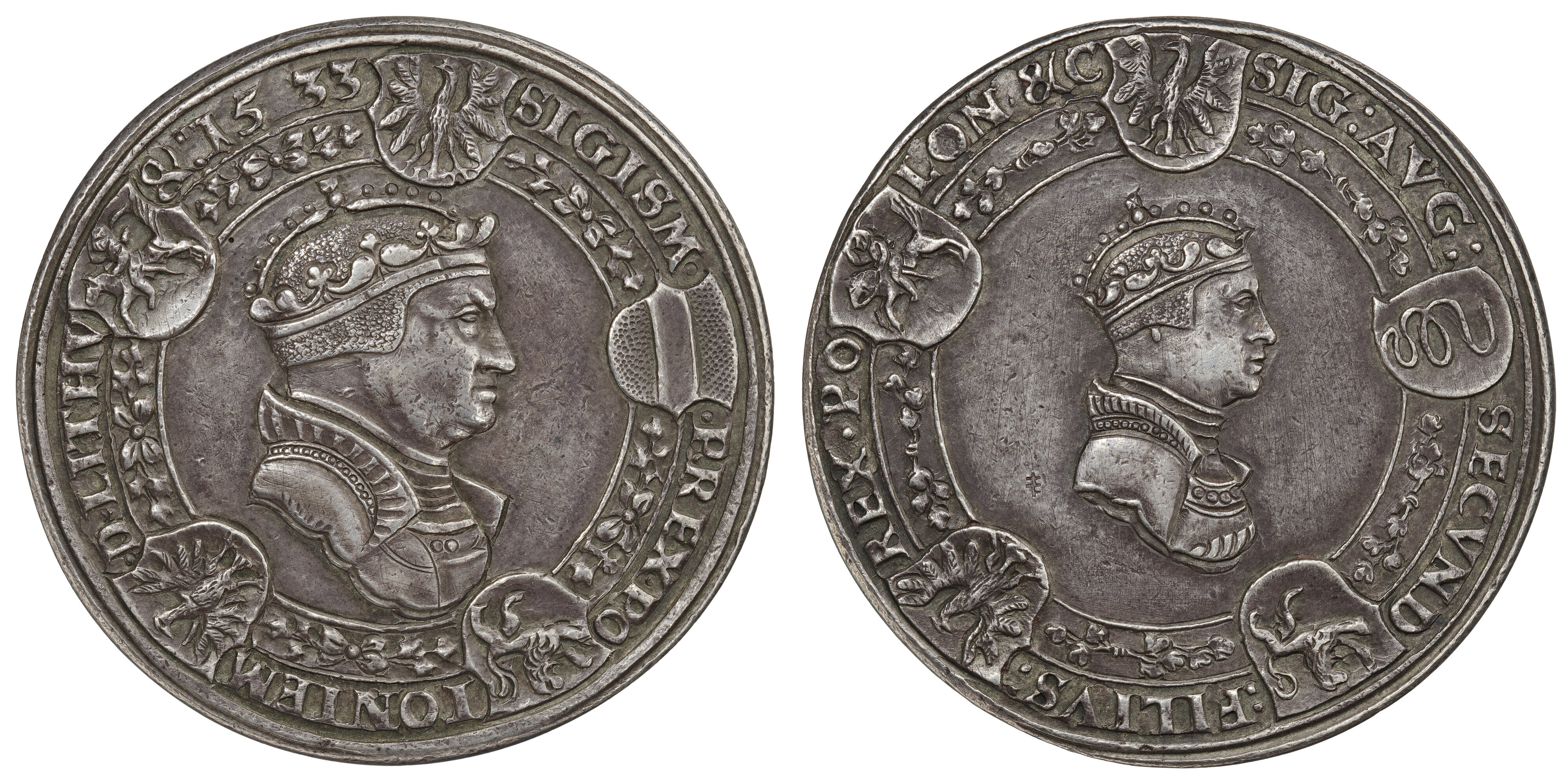
Falsyfikat rocznika 1533 (odlew) – egzemplarz z Muzeum Narodowego w Warszawie

Talar medalowy Zygmunta I Starego – wybity w srebrze numizmat z datą 1533 albo 1540, zwany najczęściej przez badaczy talarem medalowym, ukazujący na awersie profil Zygmunta I Starego, a na rewersie – Zygmunta II Augusta.

## Awers
W centralnej części umieszczono popiersie Zygmunta I Starego w czepcu i w koronie, w otoku tarcze herbowe:
- Polski,
- Litwy,
- Prus Królewskich,
- Rusi Czerwonej i
- Austrii,

w otoku napis:

SIGISM(undus) P(rimus) REX PO-LONIE M(agnus) D(ux) LITHV(aniae) & 1533

a pod nim ozdoby.

## Rewers
Popiersie Zygmunta Augusta w czepcu i koronie, w przypadku rocznika 1540 po bokach rok (15-40), w otoku tarcze herbowe:
- Polski,
- Litwy,
- Prus Królewskich,
- Rusi Czerwonej,
- Bony Sforzy,

w otoku napis:

SIG(ismundus) AVG(ustus) SECVND FILIVS REX PO-LON(ie)

pod nim ozdoby.

## Opis
Numizmaty wybito w srebrze z datą 1533 (R8) oraz 1540 (R8) w Toruniu albo w Krakowie. W przypadku rocznika 1540 podawany jest również czasami Gdańsk. Do drugiego dziesięciolecia XXI w. nie znaleziono żadnych źródeł, które pozwoliłyby jednoznacznie zidentyfikować mennicę, która wykonała te monety. 
Talar z 1540 r. bardzo długo był uważany za fałszywy nawet przez Emeryka Hutten-Czapskiego, który miał go w swojej kolekcji. Dopiero odnalezienie bitego, złotego egzemplarza w starym zbiorze książęcym w Gocie doprowadziło do uznania tego rocznika za oryginał.
Monety talarowe nie były wymieniane w żadnej z ordynacji menniczych Zygmunta I Starego, co dowodzi ich medalowego, czyli przede wszystkim manifestacyjnego, charakteru.
Stemple wzorowano na talarach saskich z przełomu XV i XVI w. władców linii ernestyńskiej, a szczególnie na tzw.grubych guldengroszach wybitych podczas wspólnego panowania braci Fryderyka Mądrego i Jana Stałego. Rozwiązanie, gdzie na awersie wyobrażony został aktualnie panujący władca, na stronie odwrotnej natomiast jego desygnowany już następca, korzeniami sięgało do monet rzymskich.
18 czerwca 1533 r. odbyła się w Krakowie konsekracja Kaplicy Zygmuntowskiej przez biskupa Piotra Tomickiego z udziałem Zygmunta I oraz królowej Bony. Ołtarz przeznaczony do Kaplicy ukończony został w 1538 r., jednak powstały w Krakowie projekt był już zapewne gotowy w 1531 r. Na bokach predelli tego ołtarza, w wieńcach laurowych wzbogaconych o liście palmy i wstęgi, wyobrażono profilowe popiersia Zygmunta I i Zygmunta Augusta, niemal identyczne z tymi, jakie umieszczono na talarach zygmuntowskich, co może sugerować, że numizmaty (1533) wybito w Krakowie i być może miały one uświetnić uroczystość konsekracji Kaplicy.
Talary, szczególnie popiersia króla i jego następcy, odznaczają się wybitnymi walorami artystycznymi. Jak się powszechnie przypuszcza, wykonał je rytownik Maciej Schilling, kierownik techniczny mennicy toruńskiej. Opracowania obu fizjonomii sugerują jednak dzieło medaliera włoskiego. W tym właśnie czasie przebywał w Krakowie Giovanni Maria Mosca zwany Padovano (na 17 czerwca 1533 r. datowana jest pierwsza poświadczona wiadomość o jego działalności w Polsce). Pewne okoliczności mogą sugerować, że stemple talara zygmuntowskiego, a przynajmniej portrety, wykonał właśnie on.
Na rewersie, pod popiersiem Zygmunta Augusta, umieszczono niewielki nóż ogrodniczy, określany także jako sierp, będący znakiem Josta Decjusza, co miałoby świadczyć o wybiciu tych numizmatów w Toruniu. Znak ten jednak pojawiał się także na monetach wybitych bez wątpienia w Krakowie, do tego w tym samym 1533 r., a mianowicie na medalowych dwu- i trzydukatówkach, jak również – w roku następnym – na dukatach. Najprawdopodobniej umieszczenie znaku reformatora polskiego systemu pieniężnego niekoniecznie związane było z miejscem produkcji, a oznaczało, że w sensie prawnym nie były to medale, a monety. Medale były już wówczas szeroko rozpowszechnione i wykorzystywane nie tylko przez europejskich władców, ale także przedstawicieli elit. Zanim medale ze swoją podobizną zaczął zamawiać Zygmunt Stary, robił to już przed nim kanclerz Krzysztof Szydłowiecki. O ile medal mógł zamówić każdy, kto dysponował odpowiednim kapitałem, to prawo do emisji pieniądza przysługiwało tylko królowi, wyłącznie on zatem mógł pojawić się na monecie.

## Odbitki w innych metalach
Dla obydwu roczników istnieją odbitki w złocie:
- 1533 – średnica 38 mm, masa 35,7 grama, stopień rzadkości R8 (2–3 szt.)
- 1540 – średnica 40 mm, stopień rzadkości R* (1 szt.).

## Fałszerstwa

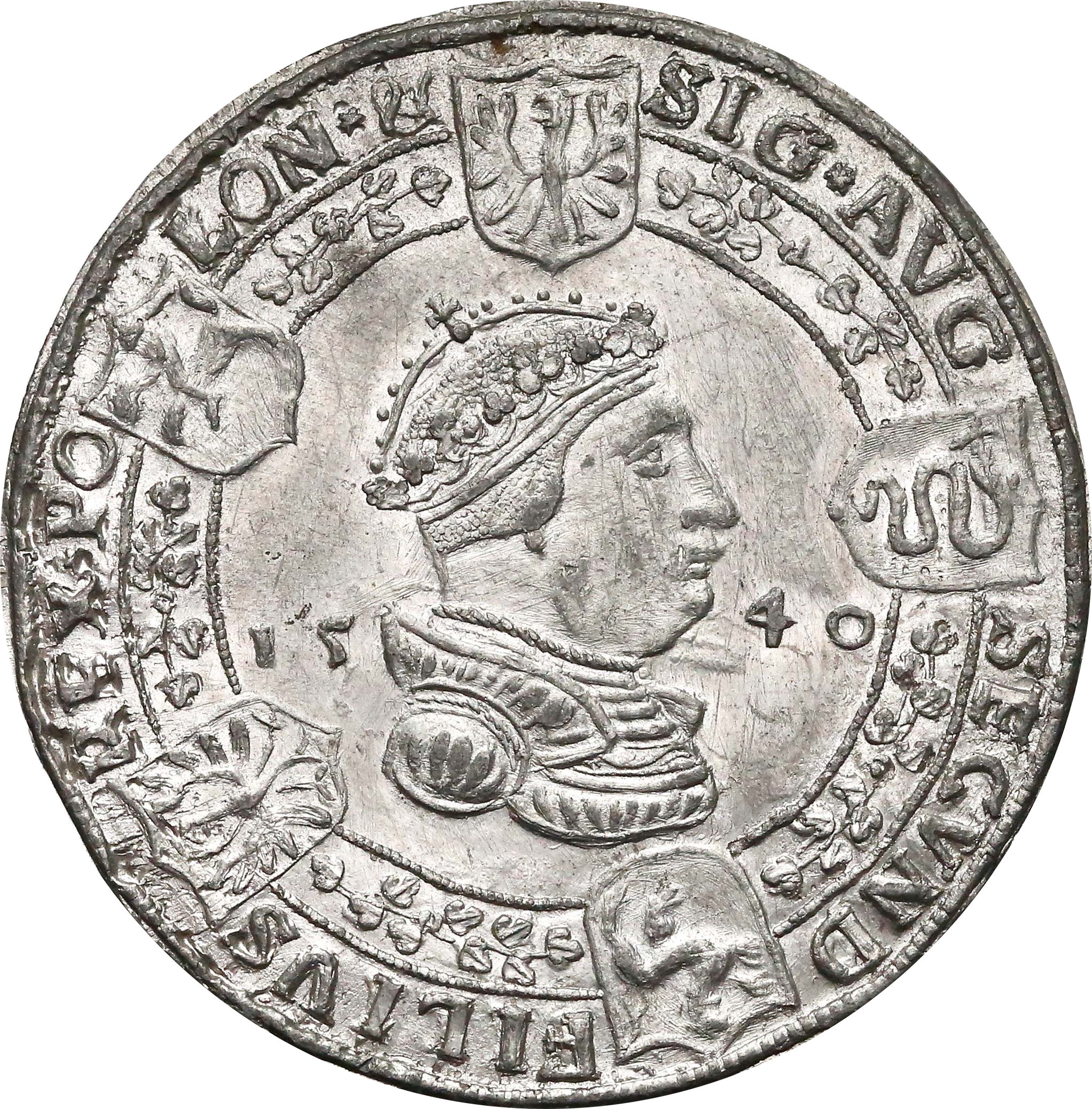
Fałszerstwo Majnerta talara z 1540 r.

Obydwa roczniki były często fałszowane.

### Fałszerstwa talara 1533
- fałszerstwo Majnerta – stempel powstał przez wybicie odlewu następnie bardzo starannie poprawianego ręcznie, w ostatnim dziesięcioleciu XX w. określane jako najlepsze – można je rozpoznać po napisie pod popiersiem Zygmunta Augusta: „EILIVS” zamiast „FILIVS”[11].
- fałszerstwo Fajna (prawdopodobnie) – stempel cięty ręcznie, dość starannie, charakteryzuje się bardzo nierównym liternictwem[11].
- tzw. „talar Biernackiego” – nieudolnie wykonane stemple cięte ręcznie przez Majnerta starszego (ojca) na zamówienie kolekcjonera Biernackiego, najstarsze i najrzadsze fałszerstwo tego talara, jeśli nie liczyć znanego jedynie z odbitki znalezionej w zbiorze Bartynowskiego[11].
- różne odlewy z oryginałów[11].

### Fałszerstwa talara 1540
Istnieją niebezpieczne falsyfikaty Majnerta – stronę rewersu (z Zygmuntem Augustem i rokiem 1540) wybito stemplem ciętym ręcznie. 
Istnieje też wiele starych odlewów tego talara starannie poprawionych.

## Fantazyjne talary Zygmunta I Starego
Znane są fantazyjne talary zygmuntowskie z 1529 i 1535 r. wykonane przez Majnerta, dla których nie istnieją oryginalne pierwowzory z epoki.

Fantazyjne talary Zygmunta I wykonane przez Majnerta
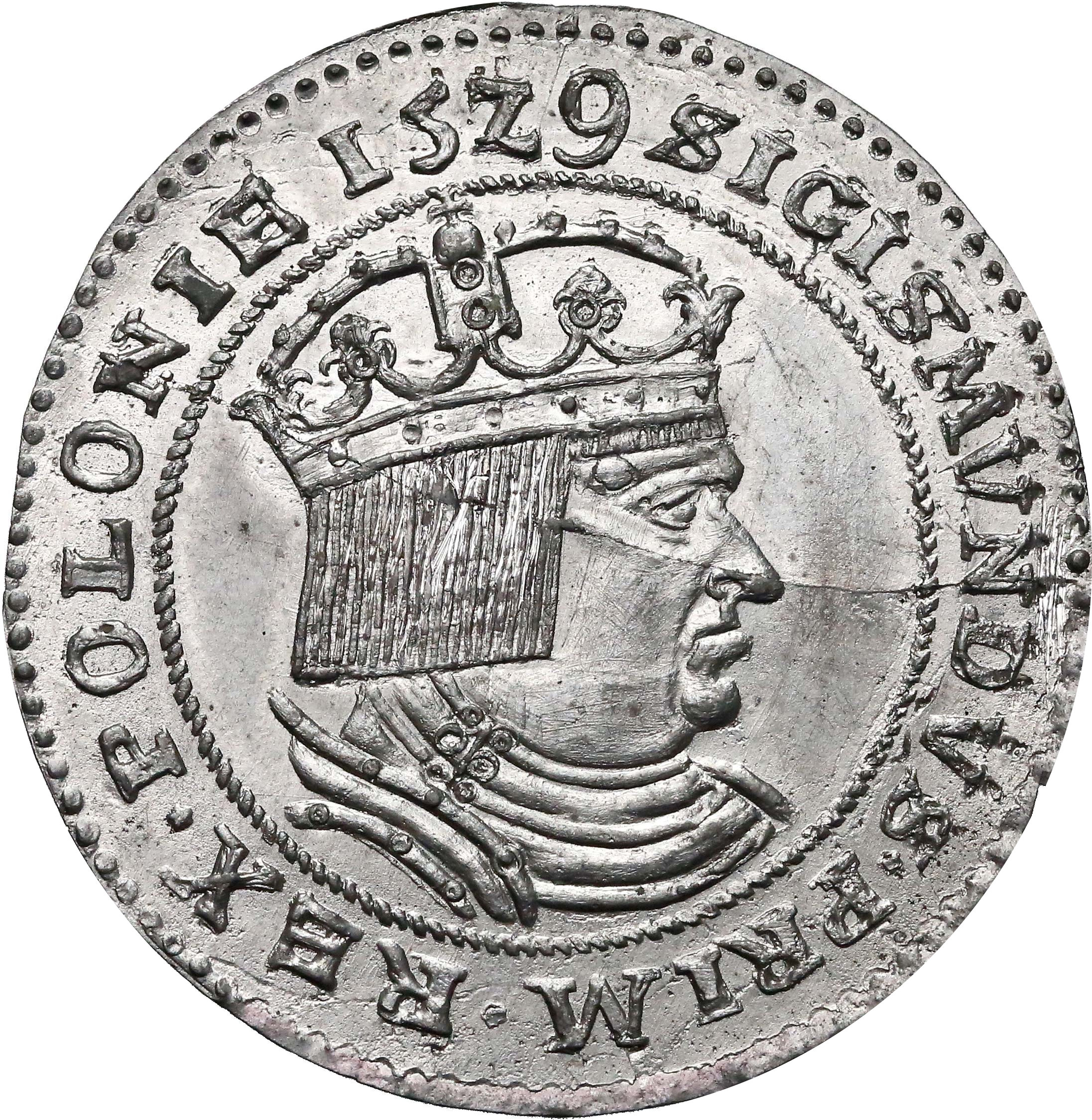
Talar z 1529 r.
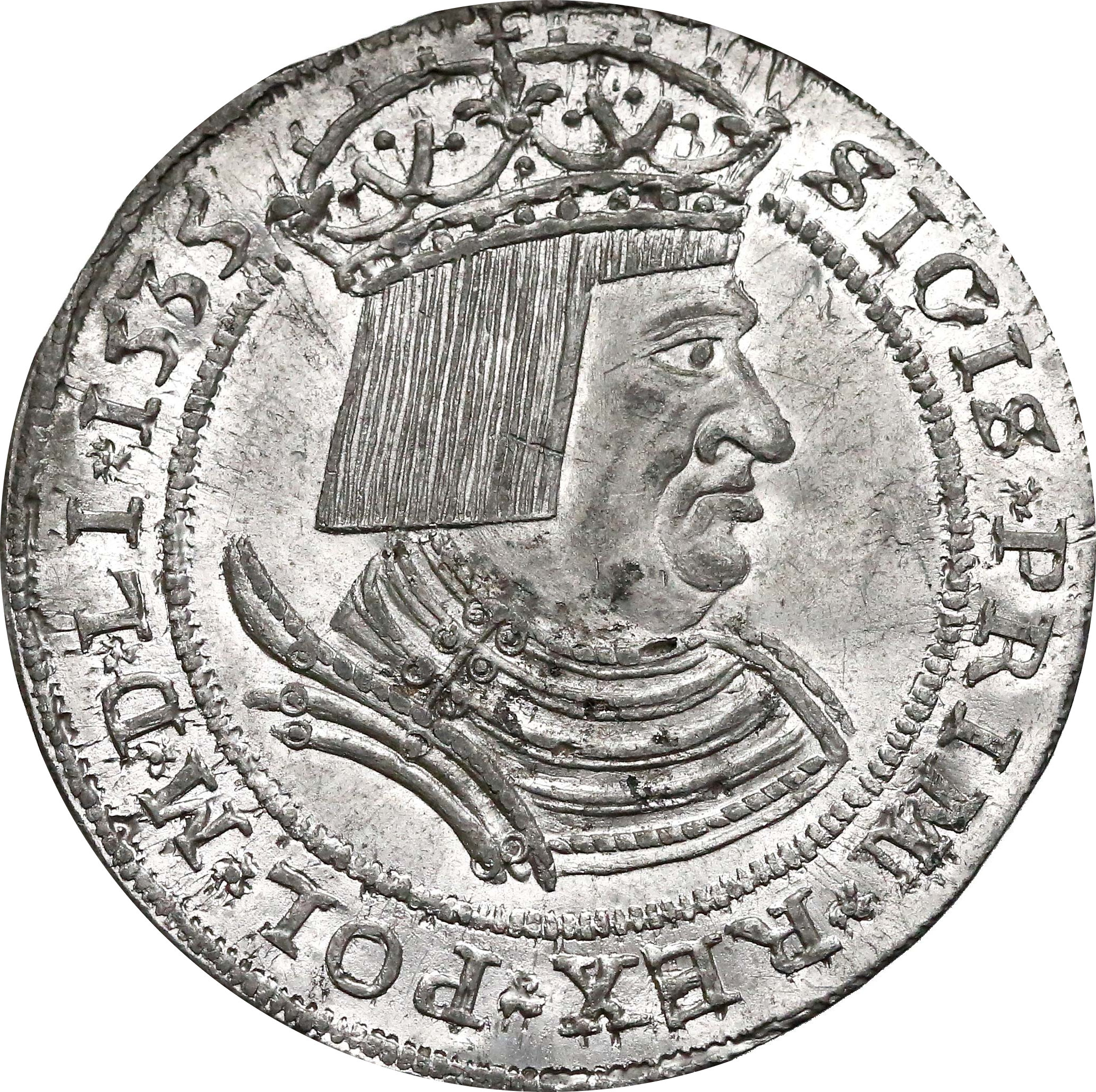
Talar z 1535 r.